# 相白味噌
相白味噌（あいじろみそ）は、静岡市など駿河地方で生産されてきた味噌。

## 特徴
淡色系の米味噌で、麹の比率が高く塩の量は少なく、甘味や麹の芳香が強い。駿河地方では白味噌と呼ぶが、西京味噌など近畿地方の白味噌とは原料や製法に大きな差がある。なお、同じ静岡県内の遠州地方では、伝統的に赤味噌や豆味噌が普及していた。

## 原料と製法
原料の配合例は次の通りである（仕上り量：1,900kg）。
- 大豆：660kg
- 米：450kg
- 食塩：220kg
- ビタミンB2：28.5kg（味噌に対して15ppm）

味噌の着色を防ぐため、黒芽の出る大豆などを避けて原料を選び、場合によっては大豆を研磨したり脱皮処理を施す。味噌を白く仕上げるため大豆は蒸さずに水煮し、さらに途中で水を交換する。また、この際に塩化アルミニウムや次亜硫酸ナトリウムなどを添加して発色を良くする事もある。
米は約10%の精白を行い、2 - 3時間かけて水に浸漬させた後、1時間ほど水を切ってから1 - 1.5時間蒸す。種麹は、麹の香りや甘味を強くするため、活発な糖化作用を行うのに十分なアミラーゼを有するものを使用する。また、味噌を白くするために胞子の着生が遅く少ない白色系の麹が用いられる。ビタミンB2の添加は、栄養の補強だけでなく鮮やかな淡黄白色に仕上げる効果もあり、水煮または食塩添加の際に加える。
仕込みの際は、1 - 2.5時間かけて水煮し水分50 - 52%となった大豆を20トン程度の6尺桶に入れ、その温度を利用して糖化などの発酵を進める、いわゆる温醸方式をとる。仕込み温度は冬季で45℃、夏季は40℃と季節に応じて変え、温度が高すぎると焦げた臭いや赤みが発生し、低すぎると熟成が十分に進まない。加温や醸造中の混合は原則的に行わず、仕込みから10日後には表面付近と中心部で20℃ほどの温度差が生じる。このため、熟成後はよく混合してから濾される。腐敗を防ぐため、加熱殺菌やソルビン酸カリウムなど防腐剤の添加が行われる。

## 歴史

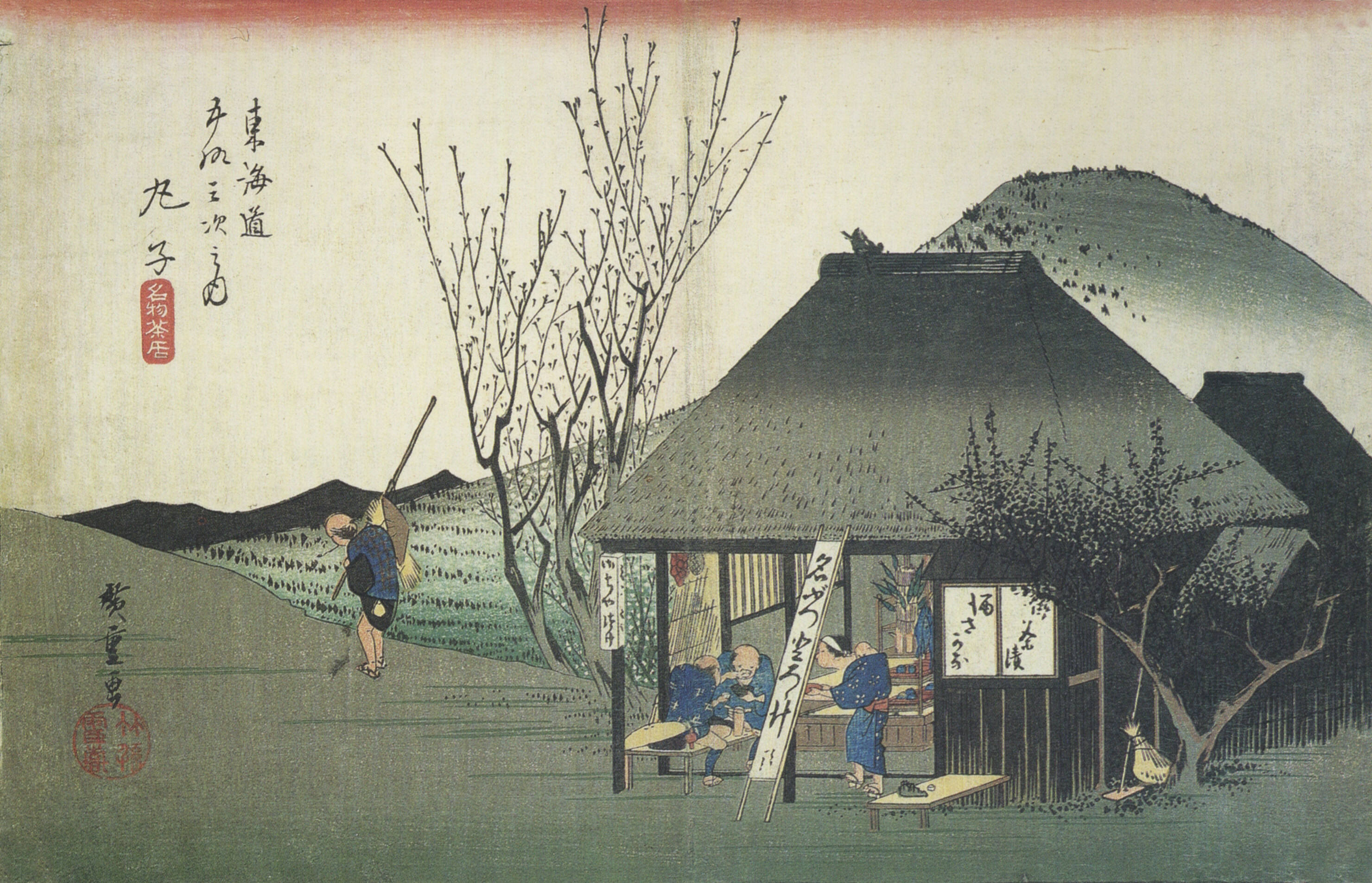
鞠子宿では、相白味噌を用いたとろろ汁が名物だった（歌川広重作『東海道五十三次 鞠子宿』）。

天平10年（738年）頃の正倉院文書には、当時の駿河国で未醤（味噌）や原料の大豆を生産していた記録がある。江戸時代の『駿国雑志』には安倍郡などで甘味のある白味噌が作られていたという記述があり、近世には相白味噌が存在していた事が確認される。また、鞠子宿では相白味噌の味噌汁にとろろを加えたとろろ汁が名物となり、松尾芭蕉は"梅若菜 鞠子の宿の とろろ汁"という俳句を詠んでいる。
第二次世界大戦前までは、駿河地方の正月の雑煮は相白味噌仕立てであり、お盆にはやはり相白味噌を用いたいとこ汁を食べる風習があったが、前者は関東風になり、後者は風習自体が廃れていった。現代でも、いるか汁などの郷土料理に相白味噌は用いられる。なお、2009年の調査では静岡県全体の味噌生産量は654トンであり、これは全国36位に当たる。